# Franz Xaver Chwatal

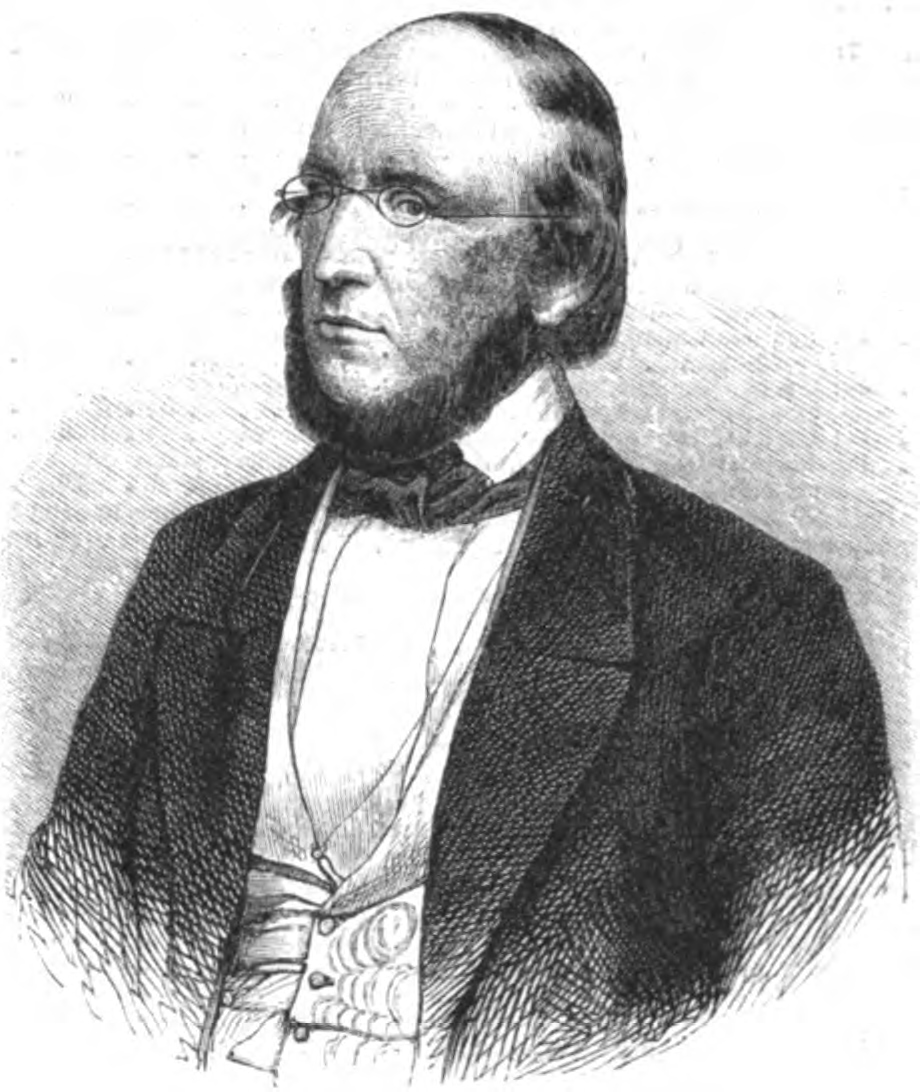
Franz Xaver Chwatal

Franz Xaver Chwatal (* 19. Juni 1808 in Rumburg; † 24. Juni 1879 in Elmen) war ein deutscher Komponist böhmischer Herkunft und Musikpädagoge.

## Leben und Wirken
Der Sohn eines Orgelbauers hatte Klavierunterricht bei seinem Vater und trat bereits achtjährig öffentlich auf. Ab seinem 14. Lebensjahr lebte er in Merseburg (von 1822 bis 1832), wo er Musiklehrer wurde und wo auch seine ersten Kompositionen entstanden. Ab 1835 wirkte er als Musiklehrer in Magdeburg. Seit den 1850er Jahren leitete er hier mit Christian Friedrich Ehrlich die Institute für gemeinschaftlichen Clavierunterricht.
Er komponierte zahlreiche Opernmelodien, -paraphrasen und -fantasien, Polkas, Salonstücke und Etüden für das Klavier, drei Klavier-Sonatinen, Lieder und Männerquartette und verfasste zwei Klavierschulen. Seine Kompositionen standen im Ruf leichter Unterhaltungsmusik, Robert Schumann bezeichnete sie als „Stübchenmusik“.

## Familie
Sein Bruder war Carl Joseph Chwatal (1811–1887), Orgelbauer in Merseburg.

## Werke (Auswahl)
- Historischer Notizkalender für Musiker und Musikfreunde, 1861
- Methodisch geordnete Pianoforte-Schule
- Praktische Elementar-Pianoforteschule
- Alpenklänge. Miniatur-Bilder für das Pianoforte.
- Nacht, o Nacht, du heilge Nacht, Chorlied nach Wilhelmine von Chezy, Notendownload Du heilige Nacht